# 오늘의집
오늘의집은 대한민국의 인테리어 플랫폼이다. 운영사는 '버킷플레이스'이며 대표이사는 이승재이다.